# Odorek jednobarwek
Odorek jednobarwek, zieleniak jednobarwek (Palomena viridissima) – gatunek owada z rzędu pluskwiaków. Może osiągać wielkość od 12-14 milimetrów, żyje na drzewach i krzewach. Wydziela charakterystyczny zapach, łatwo go pomylić z odorkiem zieleniakiem. Owady dorosłe pojawiają się późną jesienią i zimują. Wysysa soki z liści malin i innych krzewów owocowych.